# Veliki Hrib
Veliki Hrib je naselje v Občini Kamnik.